# إينا كلير
إينا كلير (بالإنجليزية: Ina Claire)‏ هي ممثلة أمريكية، ولدت في 15 أكتوبر 1893 بواشنطن العاصمة في الولايات المتحدة، وتوفيت في 21 فبراير 1985 بسان فرانسيسكو في الولايات المتحدة بسبب نوبة قلبية.

## أعمال

### أفلام
- (1939) نينوتشكا

## وصلات خارجية
- إينا كلير على موقع IMDb (الإنجليزية)
- إينا كلير على موقع ألو سيني (الفرنسية)
- إينا كلير على موقع تيرنر كلاسيك موفيز (الإنجليزية)
- إينا كلير على موقع أول موفي (الإنجليزية)
- إينا كلير على موقع قاعدة بيانات برودواي على الإنترنت (الإنجليزية)
- إينا كلير على موقع قاعدة بيانات الأفلام السويدية (السويدية)
- إينا كلير على موقع إن إن دي بي (الإنجليزية)
- إينا كلير على موقع قاعدة بيانات الفيلم (الإنجليزية)
- إينا كلير على موقع كينوبويسك (الروسية)